# Elektrisk løbehjul
Et elektrisk løbehjul eller el-løbehjul eller juridisk officielt motoriseret løbehjul, er et løbehjul med en elektronisk motor som driver det frem. Da elløbehjulet først kom frem, var det blot et løbehjul med en lille motor, men da det hurtigt blev meget populært blandt børn og unge, blev de hurtigt udvidet med sæde, blinklys, horn og meget mere ekstraudstyr næsten som en elscooter. El-løbehjulet er specielt blevet populært i Danmark, efter at lovgivningen fra 17. januar 2019 trådte i kraft. I København har man specielt set en stigning i brugen af elløbehjul, efter at der er blevet lanceret deleløbehjul i byen, hvor forbrugeren kan låne el-løbehjulet i en tidsperiode og betale per minut.
Der er flere forskellige elektriske løbehjulmodeller, men de seneste år har man typisk set modeller med 250-500 watt børsteløs hub motors. Disse motorer kræver ikke meget vedligeholdelse og kan typisk køre 20-30 km/t.
Vægten på el løbehjul varierer typisk fra 5-25 kg, alt efter hvor stort batteriet og motorerne er. De seneste års trends har dog været, at de elektriske løbehjul bruger lithiumbatterier, da denne form for batteri har længere levetid end ældre batterityper.
El løbehjul kan fås med mange forskellige slags tilbehør: sæde, lygter, fartdisplay, foldeteknik, motorbremse, telefonholder, skivebremse og lignende.
I takt med at batteriteknologien er blevet bedre med årene, er det nu muligt at få en rækkevidde op til 65 km.

## Lovgivning i Danmark
Liberal Alliance har med daværende transportminister Ole Birk Olesen i spidsen været fortaler for ny lovgivning for disse transportmidler. Første udkast til en prøveordning for løbehjulene blev fremlagt i december 2017. Her blev prøveordningen positivt modtaget blandt de andre partier. Siden er prøveordningen pr. 17. januar 2019 trådt i kraft, efter at alle partier undtagen Enhedslisten stemte for forslaget.
Betingelserne for prøveordningen er som følger:
- Alderskrav: Man skal være fyldt 15 år eller følges med en person som fyldt 18 år for at køre på elløbehjul i trafikken.
- Anvendelsesområde: Man skal køre efter reglerne for cykler, det vil sige på cykelstien, hvor der er cykelsti, og følge cyklistsignaler og –skiltning.
- Hjelm: Fra efter 1. januar 2021 er det obligatorisk at køre med cykelhjelm.
- Lys og reflekser: Man skal køre med lys elløbehjul hele døgnet. Lygterne skal sidde på løbehjulet, og det er et krav, at der er mindst én hvid eller gul forlygte og én rød baglygte, som skal kunne ses på mindst 300 meters afstand.  Løbehjulet skal være udstyret med reflekser, så der er mindst én hvid foran, én rød bagpå og én gul eller hvid på begge sider af løbehjulet.
- Forsikring: Færdselslovens bestemmelser om forsikringspligt gælder for udlejningskøretøjer. Der er omvendt ikke forsikringspligt for køretøjer, der er privatejede.
- Fart: Det motoriserede løbehjul må maksimalt kunne køre 20 km/t ved egen kraft.
- Tekniske krav: Det motoriserede løbehjul skal være CE-mærket efter maskindirektivet.
- Vægt og dimensioner: Det motoriserede løbehjul må højst have en vægt på 25 kg, en længde på højest 2 meter og en bredde på 0,70 meter.

Prøveordningen er ikke tidsbegrænset, men kan rulles tilbage fra den ene dag til den anden.